# Cristoforo di Romagna
Cristoforo di Romagna (1172 circa – Cahors, 31 ottobre 1272) è stato un presbitero italiano dell'Ordine dei frati minori; il suo culto come beato è stato confermato da papa Pio X nel 1905.

## Biografia
Secondo una Vita redatta da Bernardo da Bessa nel 1304, Cristoforo era originario della Romagna e fu il fondatore del convento francescano di Cahors, dove si spense all'età di circa 100 anni il 31 ottobre 1272, dopo 55 anni di vita religiosa e dopo essere stato sacerdote parrocchiale fino al 1217.
Per alcuni storici del Seicento, Cristoforo proveniva da Cesenatico ed era stato parroco di Santa Maria di Valverde, ma l'ipotesi non è suffragata da nessun documento antico (inoltre il castello e il porto di Cesenatico furono fondati solo dopo la morte di Cristoforo).

## Il culto
Gli ugonotti devastarono e incendiarono il convento di Cahors nel 1580 e dispersero le sue reliquie.
Papa Pio X, con decreto del 12 aprile 1905, ne confermò il culto con il titolo di beato.
Il suo elogio si legge nel martirologio romano al 31 ottobre.